# فرودگاه گولدن
فرودگاه گولدن (به انگلیسی: Golden Airport) یک فرودگاه همگانی است که یک باند فرود آسفالت دارد. این فرودگاه در کشور کانادا قرار دارد و در ارتفاع ۷۸۵ متری از سطح دریا واقع شده‌است.